# チャイナ・モバイル・インターナショナル
チャイナ・モバイル・インターナショナル株式会社（China Mobile International K.K.）は、チャイナ・モバイル・インターナショナル・リミテッド(China Mobile International Limited)の日本オフィスとして2014年2月に登記された。

## 概要
チャイナ・モバイル・インターナショナル・リミテッド(China Mobile International Limited)は、世界中に豊富なネットワーク資源と大規模な顧客基盤を有する世界最大の通信事業者中国のチャイナモバイルの100%子会社として、2010年12月に中国香港に設立された。
CMIは現在、全世界で70以上の地上波・海底ケーブル資源を有しており、国際伝送帯域は90T以上、POPsは180である。中国の香港を拠点とするCMIは、IDCのグローバルな開発を大幅に加速し、データセンターのクラウド化に向けた強力なネットワークを所有。 親会社のチャイナモバイルの資源を活用し、法人向け、通信事業者向け、個人向けの通信事業・ソリューションサービスを提供。本社所在地は香港で、世界37の国と地域に展開。

## 主なサービス
- 日中間ネットワーク/国際間ネットワーク [4]

SD-WAN
- 日中、国際クラウド間接続

クラスメソッドとCMIにて、中国国内とAWS東京リージョン間で高速かつセキュアな通信を提供。 
サーバーワークスとCMIにて、AWSリージョン間接続のクラウドコネクトを提供。 
- IPトランジット

BBIX 、JPIX
- A2PSMS [9]
- IoT [10]
- 中国メーカーの通信機器の取扱い(ICT Service)

Inspur 、Ruijie Networks ,　Huawei
- クラウド mCloud（AWS [14], GCP　 [15] , Azure, Alibaba cloud, Huawei Cloud, Tencent Cloud）
- Smart Device
- データセンター

　香港のデータセンターに加え、2019年7月にシンガポール、12月にイギリス 、2021年2月にフランクフルト にデータセンターを開設。